# Piwonia chińska
Piwonia chińska (Paeonia lactiflora Pall.) – gatunek rośliny z rodziny piwoniowatych. Pochodzi z północnych i wschodnich Chin, Mongolii i Rosyjskiego Dalekiego Wschodu.

## Morfologia
PokrójBulwiasto zgrubiałe korzenie, pędy sztywne i wzniesione, lekko zdrewniałe u nasady.
LiściePierzastosieczne.
KwiatyKwiaty koloru: białego, różowego, karminowego lub purpurowego (rzadko zdarzają się również o żółtych kwiatach). Kwitnienie przypada na przełom maja i czerwca.

## Uprawa, wymagania
Roślina trudna w uprawie. Wymaga intensywnego nawożenia (należy unikać wapnia), wiosną zaleca się stosowanie obornika lub kompostu torfowo-obornikowego, a w okresie letnim – gnojowicy. Na okres zimowy roślinę należy okryć gałązkami np. świerku. Piwonia ta wymaga gleb żyznych, próchniczych, lekko kwaśnych i głęboko przekopanych i nawożonych. Stanowisko powinno być słoneczne lub lekko zacienione. Roślina używana jest na rabaty bylinowe, w grupach na trawniku, ew. stosowane wzdłuż ogrodzeń.